# Ladino (Střední Amerika)
Pojem ladino pochází ze slova "latino" a používá se ve Střední Americe jako označení hispanizovaného nebo mestizo (smíšeného) obyvatelstva. Pojem je odlišný od slova ladino jako označení jazyka sefardských židů.
Označení „ladino“ vzniklo na počátku španělské koloniální nadvlády nad Střední Amerikou. Zprvu bylo používáno pro domorodce, kteří se naučili španělsky a conquistadorům sloužili jako překladatelé. Později (18. století) se jako ladinos označovalo španělsky mluvící obyvatelstvo, které nebylo součástí společnosti Španělů pocházejících z evropského Španělska (peninsulares) ani kreolských elit, ale ani domorodého (indiánského) obyvatelstva. V některých případech pojmy mestic a ladino splývaly.

## Případ Guatemaly
V případě území dnešní Guatemaly se výraz ladino začal zaměňovat s pojmem mestizo (míšenec) a postupně nahradil rozličnou terminologii používanou při popisu kast (např. výrazy mulat, zambo, castizo), ale zároveň zahrnoval i skupinu zchudlých Španělů či otroků, kteří nově nabyli svobody. Zásadní roli hrála znalost či neznalost španělštiny.
Guatemalská společnost se v 19. století změnila v polarizovanou společnost rozdělenou do 2 hlavních skupin – ladinos a indigenos. Za příslušníka ladinos byl považován ne-indián španělského původu, který žil západním stylem.
V Guatemale je ladino v současnosti oficiálně uznána jako etnická skupina, hlásí se k ní kolem 60% obyvatelstva a zahrnuje smíšené obyvatelstvo i domorodé obyvatelstvo, které je kulturně považováno za mestice. Podle definice guatemalského ministerstva školství je obyvatelstvo ladino charakteristické heterogenitou, která je vyjádřena v užití španělštiny jako mateřského jazyka s kulturními prvky, které jsou směsí hispánské a domorodé kultury (včetně západního stylu oblékání).